# Lucky (álbum)
Lucky é o quinto álbum de estúdio da banda Nada Surf, lançado a 5 de Fevereiro de 2008.

## Faixas
Todas as faixas por Nada Surf, exceto onde anotado.
1. "See These Bones" - 5:10
2. "Whose Authority" - 3:01
3. "Beautiful Beat" - 4:38
4. "Here Goes Something" - 2:05
5. "Weightless" - 3:32
6. "Are You Lightning?" - 5:22
7. "I Like What You Say" - 3:08
8. "From Now On" - 2:35
9. "Ice on the Wing" - 3:48
10. "The Fox" - 5:40
11. "The Film Did Not Go 'Round" (Greg Peterson) - 3:46

## Tabelas
| Tabela (2008)          | Posição |
| ---------------------- | ------- |
| Billboard 200          | 82      |
| Top Independent Albums | 8       |

## Créditos
- Matthew Caws – Guitarra, vocal
- Daniel Lorca – baixo
- Ira Elliot – Bateria